# Дубровки (Черногубовське сільське поселення)
Дубровки (рос. Дубровки) — присілок в Калінінському районі Тверської області Російської Федерації.
Населення становить 116 осіб. Входить до складу муніципального утворення Черногубовське сільське поселення.

## Історія
Від 2005 року входить до складу муніципального утворення Черногубовське сільське поселення.

## Населення
| 2010 |
| ---- |
| 116  |